# رضا خجسته رحیمی
رضا خجسته رحیمی (متولد ۱۳۵۹) روزنامه‌نگار ایرانی و سردبیر نشریهٔ اندیشهٔ پویا است. او در دورهٔ کوتاهی سردبیری مجلهٔ دانش روز را هم عهده‌دار بوده است.

## زندگی
خجسته رحیمی روزنامه‌نگاری را از سال ۱۳۷۶ با کار در هفته‌نامه توس در مشهد و سپس مجله پیام هامون آغاز کرد. او در دوره دوم انتشار شهروند امروز هم سردبیری آن نشریه را برعهده داشت. دبیری هیئت تحریریه نشریه مدرسه از سوابق دگر اوست و همچنین از دست‌اندرکاران نشریات مهرنامه، ایران‌دخت، شرق، اعتماد ملی، آبان، توانا و جمهوریت بوده‌است. خجسته‌رحیمی فوق لیسانس معماری دارد و همسر مریم شبانی است.

## دیدگاه‌ها
خجسته‌رحیمی در شماره دوازدهم نشریه اندیشه پویا، مطلبی تحت عنوان «فدائیان جهل» نوشت که با واکنش فرج سرکوهی و فریبا امینی روبرو شد.